# Malaccamax

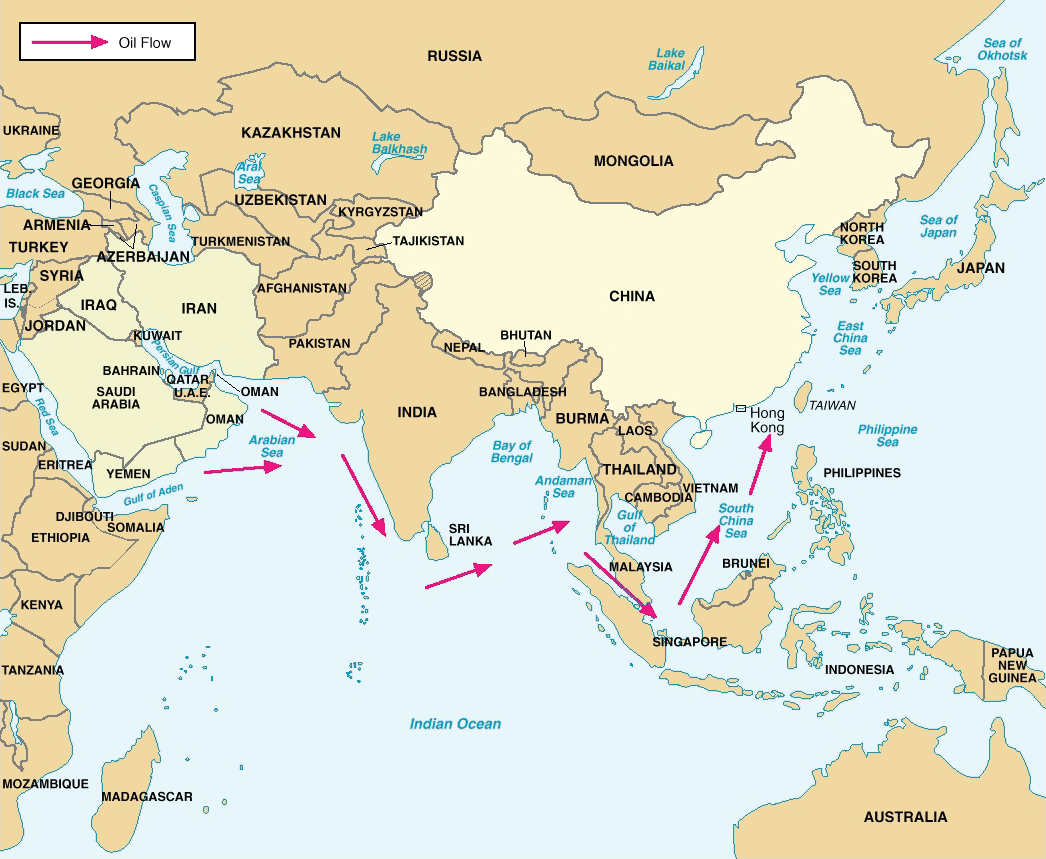
Rota de ligação marítima entre o Golfo Pérsico e Mar Vermelho e a China, através do Estreito de Malaca.

Em arquitetura naval, Malaccamax refere-se ao máximo tamanho permitido a um navio para poder navegar nos 25 metros de profundidade do Estreito de Malaca. 
Uma vez que o Estreito de Sunda é ainda menos profundo (20 metros de profundidade mínima), um navio superior a Malaccamax teria que seguir uma rota alternativa ainda maior como:
- Estreito de Lombok, Estreito de Macáçar, Passagem de Sibuto e Estreito de Mindoro;
- Estreito de Ombai, Mar de Banda, Estreito de Lifamatola (entre as ilhas Sula e as de Obi) e Mar das Molucas;
- Contorno da Austrália.

Estão a ser propostas alternativas através de canais artificiais que seriam o aprofundamento do Estreito de Malaca até à profundidade mínima do Estreito de Singapura ou o Canal Tailandês.
Têm sido construídos graneleiros e superpetroleiros deste tamanho, sendo o termo aplicado aos VLCC. Ainda não construído, mas já pensado, um porta-contentores Malaccamax teria 470 m de 
comprimento, 60 m de boca, 20 m de calado, um porte bruto de 300 000 toneladas e uma capacidade de 18 000 unidades equivalentes a 20 pés (TEU). O crescimento da dimensão dos portos para receberem estes navios, poderia levar à criação de novos terminais especialmente dedicados aos mesmos.
Os termos similiares "Panamax", "Suezmax" e "Seawaymax" são usados para se referirem aos maiores navios capazes de passar, respetivamente, pelo Canal do Panamá, pelo Canal do Suez e pelo Canal de São Lourenço (Saint Lawrence Seaway). Os petroleiros Aframax são aqueles com um porte bruto de 80 000 a 120 000 toneladas.